# 11. Luftflotte (Japanisches Kaiserreich)
Die 11. Luftflotte des Japanischen Kaiserreichs (japanisch 第十一航空艦隊, Dai-Jūichi Kōkū Kantai) war eine Luftflotte der Kaiserlich Japanischen Marine. Sie wurde am 15. Januar 1941 aufgestellt und existierte bis zum 6. September 1945.

## Allgemeines
Die Luftflotte umfasste die meisten der landgestützten Luftfahrzeuge der japanischen Marineluftstreitkräfte. Diese Einheiten wurden zu Beginn des Pazifikkrieges hauptsächlich um die Philippinen und die Malaiische Halbinsel eingesetzt. Wobei ihr größter Erfolg, die Vernichtung von zwei britischen Großkampfschiffen war. 
Diese Erfolge verdeckten aber eine der grundlegenden Schwächen der japanischen Marineluftstreitkräfte. Die 11. Luftflotte verfügte bei Kriegseintritt, da keine ausreichenden Reserven an Piloten vorhanden waren, über eine erhebliche Anzahl unerfahrener Piloten. Was zum Teil darauf zurückzuführen ist, dass sie in großem Umfang zur Aufstellung der Staffeln für die im August bzw. September 1941 in Dienst gestellten Flugzeugträger der Shōkaku-Klasse herangezogen wurde.
| Direkt unterstellt                                                                                      | Direkt unterstellt       | 21. Luftflottille Konteradmiral Tada Takeo                                                                              | 22. Luftflottille Konteradmiral Matsunaga Sadaichi                                                                            | 23. Luftflottille Konteradmiral Takenaka Ryūzō                                             |
| Kamogisan Maru Keiyo Maru Lyons Maru Amagisan Maru Tashushin Maru Nikkoku Maru Hino Maru Nr.5 Nana Maru | Zerstörerdivision 34     | Katsuragi Maru 1. Marineluftgeschwader Toko-Marineluftgeschwader Kanoya-Marineluftgeschwader 1001. Experimental-Einheit | Fujikawa Maru Mihoro-Marineluftgeschwader Genzan-Marineluftgeschwader Kanoya-Marineluftgeschwader Yamada-Marineluftgeschwader | Komaki Maru 3. Marineluftgeschwader Tainan-Marineluftgeschwader Takeo-Marineluftgeschwader |
| Kamogisan Maru Keiyo Maru Lyons Maru Amagisan Maru Tashushin Maru Nikkoku Maru Hino Maru Nr.5 Nana Maru | Akikaze Hakaze Tachikaze | Katsuragi Maru 1. Marineluftgeschwader Toko-Marineluftgeschwader Kanoya-Marineluftgeschwader 1001. Experimental-Einheit | Fujikawa Maru Mihoro-Marineluftgeschwader Genzan-Marineluftgeschwader Kanoya-Marineluftgeschwader Yamada-Marineluftgeschwader | Komaki Maru 3. Marineluftgeschwader Tainan-Marineluftgeschwader Takeo-Marineluftgeschwader |

## Führung

### Oberbefehlshaber
| Nr. | Dienstgrad und Name           | Bild | Amtszeit            | Amtszeit           | Bemerkungen                                             |
| Nr. | Dienstgrad und Name           | Bild | Beginn der Amtszeit | Ende der Amtszeit  | Bemerkungen                                             |
| --- | ----------------------------- | ---- | ------------------- | ------------------ | ------------------------------------------------------- |
| 1.  | Vizeadmiral Katagiri Eikichi  |      | 15. Januar 1941     | 10. September 1941 |                                                         |
| 2.  | Vizeadmiral Tsukahara Nishizō |      | 10. September 1941  | 1. Oktober 1942    |                                                         |
| 3.  | Vizeadmiral Kusaka Jin'ichi   |      | 1. Oktober 1942     | 6. September 1945  | seit 24. Dezember 1942 auch Kommandeur der Südostflotte |

### Chef des Stabes
| Nr. | Dienstgrad und Name                          | Amtszeit            | Amtszeit          | Bemerkungen                                   |
| Nr. | Dienstgrad und Name                          | Beginn der Amtszeit | Ende der Amtszeit | Bemerkungen                                   |
| --- | -------------------------------------------- | ------------------- | ----------------- | --------------------------------------------- |
| 1.  | Konteradmiral Ōnishi Takijirō                | 15. Januar 1941     | 10. Februar 1942  |                                               |
| 2.  | Konteradmiral Sakamaki Munetaka              | 10. Februar 1942    | 24. Dezember 1942 |                                               |
| 3.  | Konteradmiral/Vizeadmiral Nakahara Yoshimasa | 24. Dezember 1942   | 29. November 1943 | gleichzeitig Chef des Stabes der Südostflotte |
| 4.  | Konteradmiral Kusaka Ryūnosuke               | 29. November 1943   | 6. April 1944     | gleichzeitig Chef des Stabes der Südostflotte |
| 5.  | Konteradmiral Tomioka Sadatoshi              | 6. April 1944       | 7. November 1944  | gleichzeitig Chef des Stabes der Südostflotte |
| 6.  | Vizeadmiral Irifune Naosaburō                | 7. November 1944    | 6. September 1945 | gleichzeitig Chef des Stabes der Südostflotte |